# كونراد فير
كونراد فير هو لاعب هوكي الحقل سويسري، (و. 1910  م).

## وصلات خارجية
- كونراد فير على موقع أوليمبيديا (الإنجليزية)